# Gabriel Xavier
Gabriel Xavier (15 de julio de 1993) es un exfutbolista brasileño que jugaba como centrocampista.
Jugó para clubes como el Portuguesa, Cruzeiro, Sport Recife, Vitória y Nagoya Grampus.

## Clubes
| Club                       | País   | Año       |
| -------------------------- | ------ | --------- |
| Portuguesa                 | Brasil | 2013-2015 |
| Cruzeiro E. C.             | Brasil | 2015-2018 |
| Sport Recife (cedido)      | Brasil | 2016      |
| E. C. Vitória (cedido)     | Brasil | 2017      |
| Nagoya Grampus (cedido)    | Japón  | 2017-2018 |
| Nagoya Grampus             | Japón  | 2018-2021 |
| Hokkaido Consadole Sapporo | Japón  | 2022      |
| Chapecoense                | Brasil | 2023      |
| Fagiano Okayama            | Japón  | 2024      |

## Palmarés

### Títulos nacionales
| Título         | Club           | País  | Año  |
| -------------- | -------------- | ----- | ---- |
| Copa J. League | Nagoya Grampus | Japón | 2021 |